# August Holmgren (tennis)
 (juillet 2025).
Motif : notoriété encyclopédique non démontrée par des résultats sportifs minimum et des sources secondaires centrées sur le sujet
- Archive Wikiwix
- Bing
- Cairn
- DuckDuckGo
- E. Universalis
- Gallica
- Google
- G. Books
- G. News
- G. Scholar
- Persée
- Qwant
- (zh) Baidu
- (ru) Yandex
- (wd) trouver des œuvres sur Wikidata

| 1. | Préciser le motif de la pose du bandeau. | Précisez le motif de la pose du bandeau en utilisant la syntaxe suivante : {{admissibilité à vérifier\|date=juillet 2025\|motif=remplacez ce texte par le motif}}                             |
| 2. | Informer les utilisateurs concernés.     | Pensez à avertir le créateur de l'article, par exemple, en insérant le code ci-dessous sur sa page de discussion : {{subst:avertissement admissibilité à vérifier\|August Holmgren (tennis)}} |

August Holmgren (né le 22 août 1998 à Espergærde, dans la région de Hovedstaden, au Danemark) est un joueur de tennis professionnel danois.

## Biographie
August Holmgren commence le tennis à l'âge de quatre ans au Helsingør Tennis Klub, près de Copenhague. Il s'entraîne sous la direction de Jonas Svendsen et se révèle sur le circuit ITF avant de passer professionnel en 2017.

## Carrière professionnelle
Holmgren fait ses débuts sur le circuit ITF en 2017, puis participe à des tournois Challenger et aux qualifications de Grands Chelems dès 2018.
Sa meilleure performance sur le circuit principal survient lors des qualifications du tournoi de Wimbledon en 2025[pas clair]. En double messieurs, il n'a pas encore décroché de titre professionnel.

### Coupe Davis
Holmgren fait ses débuts en Coupe Davis pour le Danemark en 2017, et a représenté son pays dans quatre rencontres.

## Parcours dans les tournois duGrand Chelem

### En simple
| Année | Open d'Australie | Open d'Australie | Internationaux de France | Internationaux de France | Wimbledon      | Wimbledon      | US Open | US Open |
| ----- | ---------------- | ---------------- | ------------------------ | ------------------------ | -------------- | -------------- | ------- | ------- |
| 2025  | —                | —                | —                        | —                        | 3e tour (1/16) | Alex de Minaur |         |         |

N.B. : à droite du résultat se trouve le nom de l'ultime adversaire.